# The King of Kong: A Fistful of Quarters
The King of Kong: A Fistful of Quarters è un documentario statunitense del 2007 diretto da Seth Gordon. Trattando del celebre videogioco arcade del 1981 Donkey Kong, segue la vicenda di Steve Wiebe e del suo tentativo di superare il record allora detenuto da Billy Mitchell, campione ritiratosi dal mondo videoludico. Presentato il 22 gennaio 2007 allo Slamdance Film Festival e poi in altri festival quali Newport Beach Film Festival, Seattle International Film Festival, SXSW Film Festival, TriBeCa Film Festival, True/False Film Festival, Aspen Comedy Festival e Fantasia Festival, ha avuto una distribuzione limitata nei cinema statunitensi dapprima il 17 agosto in soli cinque sale e poi il 9 settembre in trentanove
Ed Cunningham e Seth Gordon realizzarono più di trecento ore di girato,, ma alla fine della produzione il documentario venne montato con solamente un'ora e quasi venti minuti. Il titolo originale del film era semplicemente The King of Kong, al quale poi venne aggiunto il sottotitolo A Fistful of Quarters. Un adattamento sceneggiato è attualmente in cantiere ed il regista Seth Gordon, al riguardo, ha affermato che tale versione potrebbe essere più un sequel che un remake, focalizzandosi su come il documentario ha cambiato la vita dei due uomini protagonisti e della loro rivalità. È stato reso disponibile in DVD il 29 gennaio 2008.
Il lungometraggio è dedicato alla memoria di Doris Self, che vi appare ma che morì poco prima dell'uscita.

## Accoglienza
The King of Kong è stato acclamato da critica e pubblico. Il sito Metacritic gli assegna un punteggio medio di 83 su 100, basato su 23 recensioni. Rotten Tomatoes registra addirittura una percentuale di gradimento del 97%, con sole 3 recensioni negative su 100.
Robert Wilonsky di Village Voice lo ha definito un «capolavoro in miniatura» e ad agosto del 2007 disse che era «il suo film preferito dell'anno» fino a quel momento. Pete Vonder Haar di Film Threat gli assegnò il voto massimo di cinque stelle, dicendo che «Non è solo uno dei migliori documentari che abbia mai visto, è uno dei migliori film che abbia mai visto. Punto.» Keith Phipps di The Onion AV Club gli diede una "A-" notando come ad un certo punto «si trasformi in un film su quello che serve per riuscirci in America.» Peter Travers di Rolling Stone gli ha assegnato tre stelline su quattro, chiedendosi: «Chi avrebbe mai immaginato che un documentario sui giocatori ossessionati dal successo di un record mondiale su Donkey Kong sarebbe stato non solo uno stordito divertimento ma sarebbe servito anche da metafora per il declino della civiltà occidentale?» Roger Ebert del Chicago Sun-Times, dandogli lo stesso voto, lo ha descritto come «un documentario che va oltre lo strambo».
Tra i critici che invece lo hanno negativamente criticato, Ann Hornaday del The Washington Post si è domandata: «C'è qualcosa di più noioso di guardare la gente a giocare a videogiochi?», aggiungendo che «La competizione è così viziosa perché le scommesse sono così basse.» Stephen Garrett del Time Out New York lo ha definito «di moderato intrattenimento e quasi patetico» e ha detto che la cultura arcade degli anni Ottanta è meglio esplorata in profondità da Chasing Ghosts: Beyond the Arcade.
Richard Roeper ha affermato che il documentario «merita una candidatura all'Oscar per il miglior documentario» del 2007 in una puntata del programma televisivo At the Movies. Il North Texas Film Critics Association lo ha nominato il miglior documentario dell'anno. Il Boston Society of Film Critics lo ha candidato per la categoria "Miglior documentario",, così come il Broadcast Film Critics Association. Un'altra candidatura la ottenne dal Chicago Film Critics Association, ma vinse Sicko.

### Top-ten
The King of Kong figura in molte top-ten dei migliori film del 2007.
- 4°- Dennis Harvey, Variety (ex aequo con Gone Baby Gone)
- 5° - Empire
- 6° - Noel Murray, The A.V. Club
- 7° - Mike Russell, The Oregonian
- 10° - Peter Hartlaub, San Francisco Chronicle